# Бер-Грасс (Північна Кароліна)
Бер-Грасс (англ. Bear Grass) — місто (англ. town) в США, в окрузі Мартін штату Північна Кароліна. Населення — 89 осіб (2020).

## Географія
Бер-Грасс розташований за координатами 35°45′58″ пн. ш. 77°7′45″ зх. д. / 35.76611° пн. ш. 77.12917° зх. д. (35.766048, -77.129098).  За даними Бюро перепису населення США в 2010 році місто мало площу 0,69 км², уся площа — суходіл.

## Демографія
Згідно з переписом 2010 року, у місті мешкали 73 особи в 37 домогосподарствах у складі 22 родин. Густота населення становила 106 осіб/км².  Було 40 помешкань (58/км²).
Расовий склад населення:
| - 87,7 % — білих - 8,2 % — чорних або афроамериканців |

До двох чи більше рас належало 4,1 %. Частка іспаномовних становила 0,0 % від усіх жителів.
За віковим діапазоном населення розподілялося таким чином: 13,7 % — особи молодші 18 років, 58,9 % — особи у віці 18—64 років, 27,4 % — особи у віці 65 років та старші. Медіана віку мешканця становила 51,3 року. На 100 осіб жіночої статі у місті припадало 58,7 чоловіків;  на 100 жінок у віці від 18 років та старших — 61,5 чоловіків також старших 18 років.
Середній дохід на одне домашнє господарство  становив 43 606 доларів США (медіана — 43 125), а середній дохід на одну сім'ю — 48 700 доларів (медіана — 46 250). Медіана доходів становила 40 417 доларів для чоловіків та 40 250 доларів для жінок. За межею бідності перебувало 48,9 % осіб, у тому числі 71,2 % дітей у віці до 18 років та 0,0 % осіб у віці 65 років та старших.
Цивільне працевлаштоване населення становило 33 особи. Основні галузі зайнятості: освіта, охорона здоров'я та соціальна допомога — 42,4 %, роздрібна торгівля — 18,2 %, публічна адміністрація — 12,1 %, виробництво — 12,1 %.